# 杉原志啓
杉原 志啓（すぎはら ゆきひろ、1951年 - ）は、日本の音楽評論家、日本近代思想史研究者。
おもに音楽評論家として活動し、多くの編著書があるが、徳富蘇峰を中心とした日本近代思想史の研究者としての著作もあり、学習院女子大学、フェリス女学院大学、東京藝術大学のほか、出身地にある東北公益文科大学などで非常勤講師を務めた。

## 来歴
山形県酒田市出身。
学習院大学で坂本多加雄に師事し、2002年に坂本が没した後は、坂本の選集などの編集・監修に当たった。1993年に『蘇峰と「近世日本国民史」 -大記者の「修史事業」』で、学習院大学より博士（政治学） を取得。

## 著作

### 単著
- 『蘇峰と「近世日本国民史」――大記者の「修史事業」』都市出版、1995年
- 『おもしろい歴史物語を読もう』NTT出版〈ライブラリーレゾナント〉、2008年
- 『波瀾万丈の明治小説』論創社、2018年

### 翻訳・編著
- ビン・シン 『評伝 徳富蘇峰――近代日本の光と影』 岩波書店、1994年
- 編・解説『歴史を語る作法　坂本多加雄 対談・書評集』 都市出版、2004年
- 編・解題『坂本多加雄選集』 藤原書店（全2巻）、2005年[7]
- 富岡幸一郎共編『稀代のジャーナリスト 徳富蘇峰』 藤原書店、2013年
- 徳富蘇峰『将来の日本・吉田松陰』 中央公論新社〈中公クラシックス〉、2015年。新版解説

以上は思想史関連

### 音楽関連
- 『R&R（ロックンロール）クラシックス』アーツアンドクラフツ、2000年
- 『音楽幸福論』学習研究社、2004年
- 『メガヒッツ!――ロック/ポップ名盤物語』まどか出版、2004年
- 『音楽の記憶――ポップ・ミュージックと本の青春』アーツアンドクラフツ、2007年

### 翻訳・共著
- ポール・M・サモン編『エルヴィスとは誰か――20の"キング"伝説』音楽之友社、1996年
- 宇田和弘と『200CDニュー・スタンダード―ロック&ポップスで聴くスタンダード』 学習研究社、2005年
- 西村幸祐と『イチローと村上春樹は、いつビートルズを聴いたのか――サブカルチャーから見た戦後日本』 PHP研究所、2009年